# Sphodromantis viridis simplex
Sphodromantis viridis simplex es una subespecie de mantis de la familia Mantidae.

## Distribución geográfica
Se encuentra en Etiopía y Somalia.